# Гриднєво (Ізносковський район)
Гриднєво (рос. Гриднево) — присілок в Ізносковському районі Калузької області Російської Федерації.
Населення становить 2 особи. Входить до складу муніципального утворення Присілок Алексеєвка.

## Історія
Від 2004 року входить до складу муніципального утворення Присілок Алексеєвка

## Населення
| 2002 | 2010 |
| ---- | ---- |
| 5    | ↘2   |